# Голяма литературна награда на Баварската академия за изящни изкуства
„Голямата литературна награда на Баварската академия за изящни изкуства“ (на немски: Großer Literaturpreis der Bayerischen Akademie der Schönen Künste) е учредена през 1986 г. и се присъжда на писател „за значимо цялостно творчество“. Голямата литературна награда е наследник на Литературната награда, присъждана от 1950 до 1985 г.
Наградата е в размер на 15 000 €.
След 2008 г. отличието се дава под ново име – „Литературна награда Томас Ман на Баварската академия за изящни изкуства“.
През 2009 г. немското Дружество Томас Ман в Любек и Баварската академия за изящни изкуства се споразумяват занапред да присъждат обща награда Томас Ман. Под името „Награда Томас Ман на ханзейския град Любек и Баварската академия за изящни изкуства“. Отличието се присъжда ежегодно с редуване в Любек и Мюнхен. (Виж „Томас Ман (награда - Любек)“)

## Носители на (Голямата) литературна награда (подбор)
- Фридрих Георг Юнгер (1950)
- Гюнтер Айх (1951)
- Алфред Дьоблин (1957)
- Хайнц Пионтек (1958)
- Илзе Айхингер (1961)
- Мартин Кесел (1962)
- Хаймито фон Додерер (1964)
- Волфганг Кьопен (1965)
- Елиас Канети (1969)
- Манес Шпербер (1971)
- Жан Амери (1972)
- Райнер Кунце (1973)
- Алфред Андерш (1975)
- Ханс Волшлегер (1976)
- Бото Щраус (1981)
- Волфганг Хилдесхаймер (1982)
- Танкред Дорст (1983)
- Розе Ауслендер (1984)
- Карл Кролов (1985)
- Ханс Вернер Рихтер (1986)
- Ханс Магнус Енценсбергер (1987)
- Мартин Валзер (1990)
- Илзе Айхингер (1991)
- Кристоф Рансмайр (1992)
- Гюнтер де Бройн (1993)
- Гюнтер Грас (1994)
- Фридерике Майрьокер (1996)
- Паул Вюр (1997)
- Вилхелм Генацино (1998)
- Петер Курцек (1999)
- Ане Дуден (2000)
- Уве Тим (2001)
- Урс Видмер (2002)
- Михаел Крюгер (2004)
- Мартин Мозебах (2006)
- Ханс Йоахим Шедлих (2007)

## Носители на литературната наградата „Томас Ман“ (подбор)
- Петер Хандке (2008)
- Криста Волф (2010)
- Томас Хюрлиман (2012)
- Юли Це (2013)
- Рюдигер Сафрански (2014)
- Ларш Густафсон (2015)
- Джени Ерпенбек (2016)